# Sainte-Soline
Sainte-Soline – miejscowość i gmina we Francji, w regionie Nowa Akwitania, w departamencie Deux-Sèvres.
Według danych na rok 1990 gminę zamieszkiwało 376 osób, a gęstość zaludnienia wynosiła 15 osób/km² (wśród 1467 gmin regionu Poitou-Charentes Sainte-Soline plasuje się na 647. miejscu pod względem liczby ludności, natomiast pod względem powierzchni na miejscu 256.).